# تشيارا روزا
تشيارا روزا (بالإيطالية: Chiara Rosa)‏ هي منافسة ألعاب القوى إيطالية، ولدت في 28 يناير 1983 في كامبوسامبييرو في إيطاليا.

## وصلات خارجية
- تشيارا روزا على موقع الاتحاد الدولي لألعاب القوى (الإنجليزية)
- تشيارا روزا على موقع الاتحاد الإيطالي لألعاب القوى (الإيطالية)
- تشيارا روزا على موقع الدوري الماسي (الإنجليزية)
- تشيارا روزا على موقع اللجنة الأولمبية الدولية (الإنجليزية)
- تشيارا روزا على موقع أوليمبيديا (الإنجليزية)